# Davisboro
Davisboro je město v okrese Washington County, ve státě Georgie, ve Spojených státech amerických. V roce 2011 žilo ve městě 2009 obyvatel.

## Demografie
Podle sčítání lidí v roce 2000 žilo ve městě 1544 obyvatel, 140 domácností a 102 rodin. V roce 2011 žilo ve městě 1756 mužů (87,4 %), a 253 žen (12,6 %). Průměrný věk obyvatele je 36 let (2011)